# Chaluha bublinatá
Chaluha bublinatá (Fucus vesiculosus) je zelenavě hnědě nebo žlutohnědě zbarvená hnědá chaluha s kožovitými, vidličkovitě rozvětvenými pásy a drsnou střední žilkou.

## Popis
Tato chaluha je tvořena pásy které mají většinou párové vzduchové bubliny a na špičce houbovitě nafouklá plodová tělesa. Ta obsahují samčí a samičí rozmnožovací buňky. S diskovitým příchytným orgánem se přidržují na skalách, dřevě, mušlích. Chlorofyl je překryt žlutohnědými barvivy (především fukoxanthinem). Často vytváří husté porosty. Při odlivu leží ochable a dostává černé zbarvení, při přílivu se jí zpět žlutohnědá barva vrací.

## Výskyt
V oblasti příboje,v mělčinách Severního a Baltského moře, na pobřežích ochranných staveb, hrázích, pilířích, mušlích; až do hloubky 5 m.

## Využití
Z hnědých chaluh se získávají řasové kyseliny a soli, např. želírovací prostředek a hnojiva (dodavatel jódů). Používá se i jako léčivá bylina. Prostřednictvím vysokého obsahu jódu zvyšuje činnost štítné žlázy, která reguluje celkový metabolický obrat v lidském organismu. Tímto mechanismem může chaluha přispívat i ke snižování tělesné hmotnosti a obezity. Předpokládá se, že chaluha může obsahem dalších látek přispívat též k podpoře růstu vlasů.